# Put a Little Love on Me (Delegation)
Put a little love on me is een single van Delegation. In sommige landen werd de single uitgegeven onder de B-kant You and I. Beide liedjes zijn afkomstig van hun album Eau de vie. Het bleef de enige hit van deze Britse soulband. Het plaatje werd ook een hitje in Zweden en Duitsland, maar verder kwam de band niet. In eigen land haalde Delegation maar weinig succes.

## Hitnotering

### Nederlandse Top 40
| Positie: | 30 | 24 | 22 | 27 | 37 | uit |

### NederlandseMega Top 50
| Positie: | 35 | 23 | 26 | 19 | 23 | 41 | uit |

### BelgischeBRT Top 30
| Positie: | 26 | 17 | - | 27 | uit |

### VlaamseUltratop 30
| Positie: | 29 | 29 | - | - | - | 28 | 28 | 30 | uit |

### NPO Radio 2 Top 2000
Put a little love on me stond alleen in 1999 in de NPO Radio 2 Top 2000, op plek 1924.